# 生國魂神社

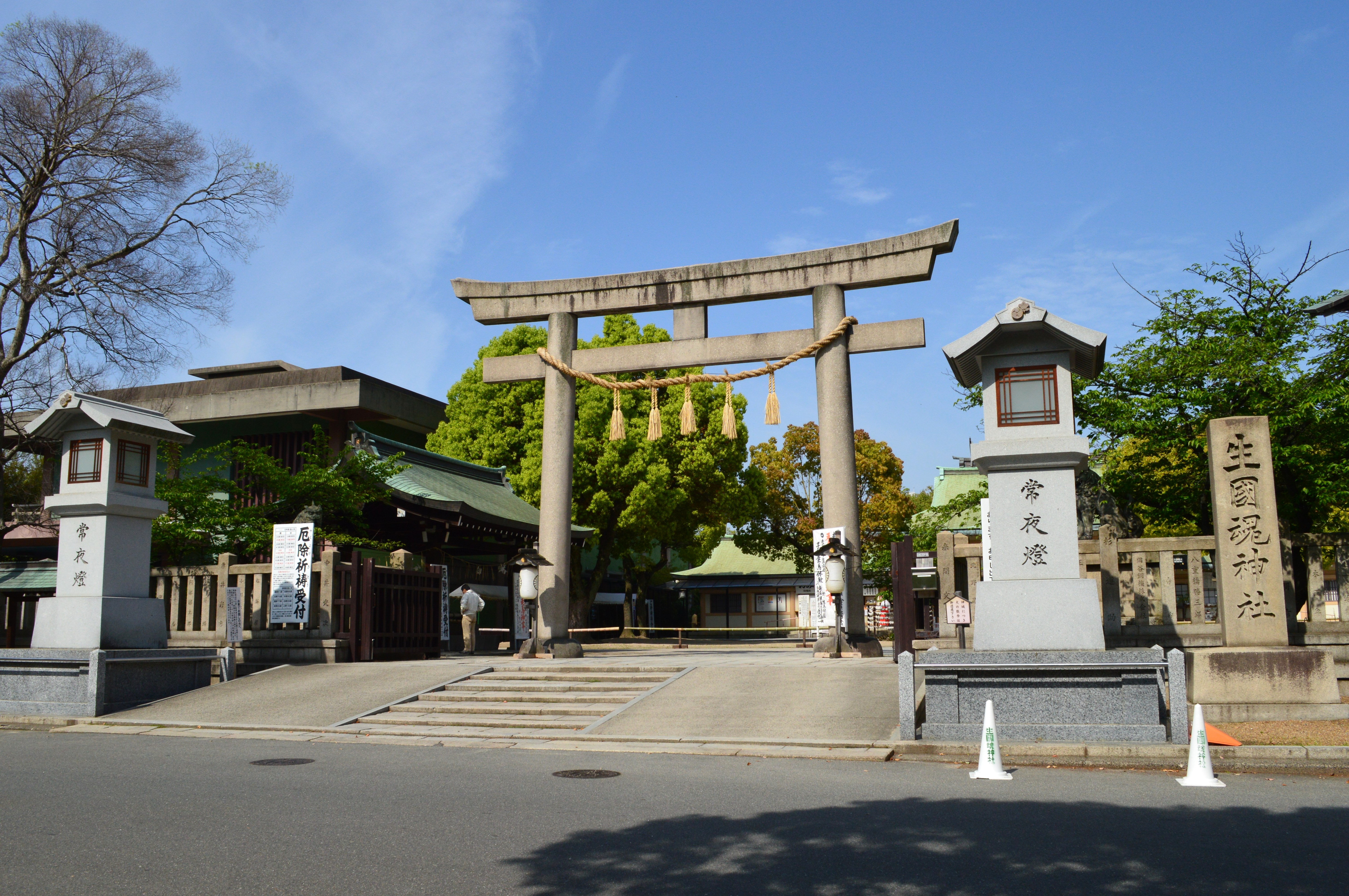
鳥居

生國魂神社（いくくにたまじんじゃ、新字体：生国魂神社）は、大阪府大阪市天王寺区生玉町にある神社。式内社（名神大社）で、旧社格は官幣大社。現在は神社本庁の別表神社。「いくたまさん」と呼ばれる。
別称は「難波大社（なにわのおおやしろ）」など（※「#社名」も参照のこと）。

## 概要
大阪市中心部、難波宮跡や大坂城（大阪城）から南西方の生玉町に鎮座する。かつては現在の大坂城の地に鎮座し、中世にはその社地に近接して大坂本願寺も建立され繁栄したが、石山合戦後の豊臣秀吉による大坂城築城の際に西成郡西高津村の現在地に遷座されている。
この生國魂神社が祭神とする生島神（いくしまのかみ）・足島神（たるしまのかみ）は、国土の神霊とされる。両神は平安時代に宮中でも常時奉斎されたほか、新天皇の即位儀礼の一つである難波での八十島祭（やそしままつり）の際にも主神に祀られた重要な神々で、生國魂神社自体もそれら宮中祭祀と深い関わりを持つとされる。また、同様に大坂城地から遷座されたという久太郎町の坐摩神社とともに、難波宮との関わりも推測されている。その後中世・近世を通じても崇敬を受け、戦前の近代社格制度においては最高位の官幣大社に位置づけられた、大阪の代表的な古社の一つである。
古くからの社殿・神宝は幾多の火災・戦災によって失われたが、現本殿には「生國魂造（いくたまづくり）」と称する桃山時代の独特の建築様式が継承されている。また、7月11日・12日の夏祭など古くからの祭りが現在まで続けられている。

## 名称
古代の史料から見出すことのできる当社の名称には次のようなものがある。
- 生國魂社 - 『日本書紀』[原 1]
- 難波大神社 - 『新抄格勅符抄』[原 2]
- 難波大社/難破大社 - 『延喜式』四時祭相嘗祭神条[原 3]、『延喜式』臨時祭祈雨神祭条[原 4]
- 難波大社神 - 『日本三代実録』[原 5]
- 難波生國魂神 - 『日本三代実録』[原 6]
- 難波生國魂神社 - 『延喜式』臨時祭名神祭条[原 7]
- 難破坐生國咲國魂神社 - 『延喜式』神名帳[原 8]

近世には「生玉宮」「生玉社」「生玉明神」などとも称された。現代の名称としては、「生國魂神社（いくくにたまじんじゃ）」のほかに、別称の「難波大社（なにわのおおやしろ）」、主に地元の通称としての「いくたまさん（もしくは「いくだまさん」）」がある。なお当神社の公式サイトでは「いくたまさん」「ikutamajinja」がそれぞれ用いられている。
また、当社に由来する地名としては、近世に見られる「生玉（いくたま、いくだま）」という社名に通じる語形が用いられてきた。

## 祭神
祭神は次の3柱。
主祭神
- 生島大神（いくしまのおおかみ、生嶋大神）
- 足島大神（たるしまのおおかみ、足嶋大神）

相殿神
- 大物主大神（おおものぬしのおおかみ）

延長5年（西暦換算〈以下同様〉：927年）成立の『延喜式』神名帳における祭神の記載は2座。同帳では「難破坐生国咲国魂神社二座」と記載されるが、その社名は「難波に鎮座する生国魂神・咲国魂神の社」という意味になり、同帳のうえでは祭神は「生国魂神」と「咲国魂神」の2神になる。現在の祭神である生島神・足島神は、その2神と表記は異なるが実体は同神とされる。
かつて祭神の本地仏は薬師如来とされ、現在も元神宮寺の法案寺南坊では本尊に祀られている。

### 祭神について
| 名称           | 神格                 | 難波京関係社 |
| -------------- | -------------------- | ------------ |
| 御巫祭神八座   | 天皇の身体を司る     |              |
| 座摩巫祭神五座 | 天皇の住居を司る     | 坐摩神社     |
| 御門巫祭神八座 | 天皇の住居の門を司る |              |
| 生島巫祭神二座 | 天皇の統治国土を司る | 生國魂神社   |

祭神とする生島神・足島神の2神は、『古事記』・『日本書紀』等の神話に記されない神々である。『延喜式』祝詞では生島御巫が生国・足国の2神を祀ると記されるほか、『延喜式』神名帳では生島巫が神祇官西院で生島神・足島神の2座を祀ると記されており、平安京の宮中で「生島巫（いくしまのみかんなぎ）」という専門の巫女により奉斎される重要な神々であった。その神格については、『古語拾遺』に「生島 是大八洲之霊、今生島巫所奉斎也」とあるように「大八州」すなわち日本国土の神霊であるとも、またその国土にあるものを生成・充足する神々ともされる。
この生島神・足島神については、天皇の即位儀礼の一つである八十島祭（やそしままつり、八十嶋祭）との関わりが知られる。八十島祭は、新天皇による大嘗祭が行われた翌年、生島巫らが宮中から難波津に赴き、天皇の衣の入った箱を揺り動かすなどの神事を行う祭りである。史料上は平安時代の嘉祥3年（850年）から鎌倉時代の元仁元年（1224年）まで、約400年間の実施が認められている。八十島祭の目的は諸説あるが、一般的には生島神・足島神が主神であったとされており、この2神を祀ることで大八州の神霊を天皇の体に取り入れ、天皇の国土支配権の裏付けを企図するものであったとされる。史料の上では八十島祭と生國魂神社の関係は明らかでないが、祭場・祭神からして生國魂神社の祭祀にも関わると考えられており、生國魂神社で行われていた「原」八十島祭が宮中に取り入れられて「宮廷」八十島祭になったとする説も挙げられている。

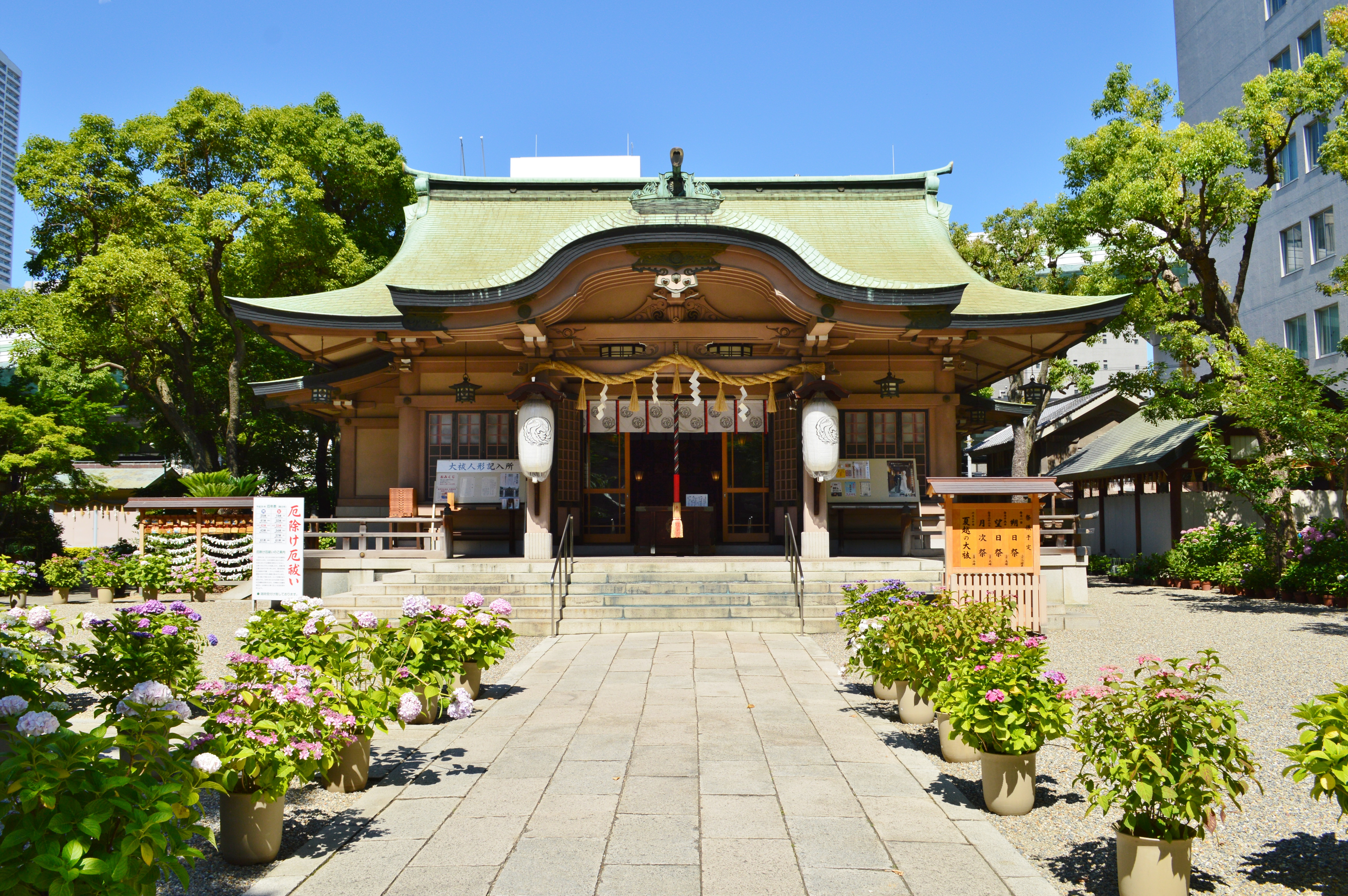
坐摩神社
（大阪市中央区久太郎町）生國魂神社同様、坐摩神社祭神の座摩神も宮中で祀られていた。

難波では、生國魂神社の類例として坐摩神社（大阪市中央区久太郎町、式内大社）の鎮座も知られる。坐摩神社祭神の座摩神は、宮中で「座摩巫」という専門の巫女により奉斎される重要な神々であった。後述のように生國魂神社は上町台地北端部（現在の大坂城の地）から現社地に鎮座したとされるが、この坐摩神社もかつては大坂城付近に鎮座したとされる。上町台地北端部では難波宮も営造されていることから、生國魂神社・坐摩神社とも難波宮との関わりが指摘される。遡れば難波には上古天皇の宮の伝承が多く残され、下って平安時代に港湾としての難波の重要性が薄れても上述の八十島祭が代々続けられていたことから、宮中の座摩神・生島足島神自体が元来は難波地方の地主神（国魂）であったとする説や、それらの祭祀の淵源が5世紀の河内王朝の時代まで遡ると見る説が挙げられている。以上のほか、『神社覈録』では祭神を「天活玉命」とし、本居宣長は『古事記伝』において『先代旧事本紀』に見える十種神宝のうちの「生玉」との関連可能性を指摘する。
相殿神の大物主神は後世の配祀で、社伝では永禄元年（1558年）の社殿造替時に境内社から本殿に遷座・配祀されたとする。

## 歴史

### 創建
社伝では、神武天皇が即位前、日本統一の際に摂津国難波碕、上町台地の先端付近（現在の難波宮跡、大坂城付近）に日本列島そのものの神、生島大神・足島大神を鎮祭したのが創建という。
史実としての創建時期は明らかでないが、後述のように孝徳天皇の時に難波宮の資材になる大きさの樹木が伐られていることから、それ以前の鎮座は確実とされる。旧鎮座地について史書に詳しい記述はなく、正確な位置は明らかでない。

### 概史

#### 古代

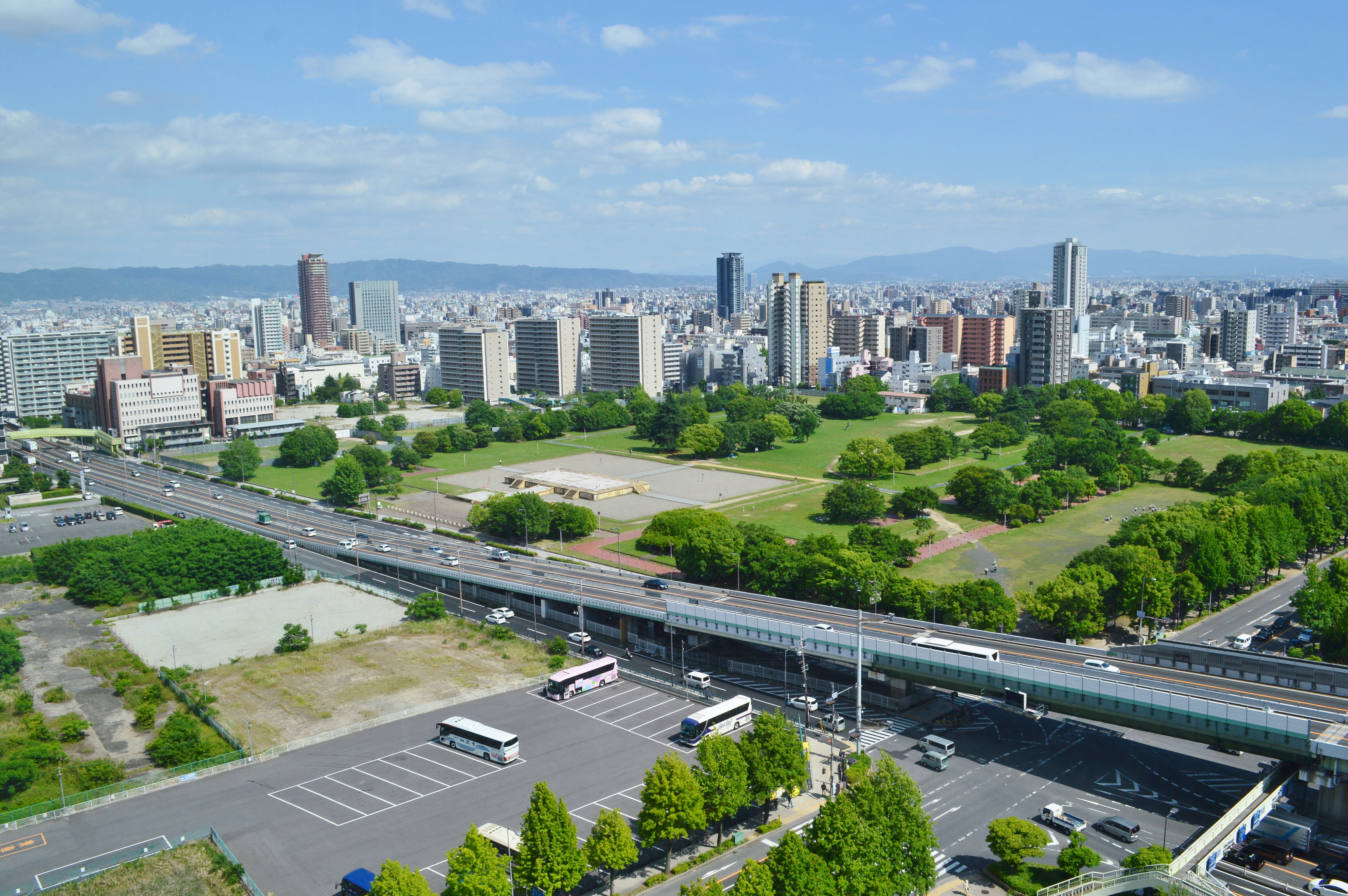
難波宮跡

文献上初見は『日本書紀』孝徳天皇（在位：645年 - 654年）即位前紀で、その分注に孝徳天皇が神道を軽んじた例として「生国魂社」の樹を伐ったことが記されている。この伐採は、難波宮造営のためであったと考えられている。なお、それに先立つ『日本書紀』推古天皇6年条（598年の条）では、難波吉士磐金が新羅から持ち帰った鵲2羽を「難波杜」で飼わせたと見え、これを生國魂神社に比定する説もある。
『新抄格勅符抄』大同元年（806年）牒によれば、当時の「難波大神社」には神戸として摂津国から2戸が充てられていた。続けて国史では、天安3年1月（859年2月頃）に「難波生国魂神」の神階が従四位下勲八等に昇叙された旨や、同年（貞観元年）9月（859年10月頃）に「難波大社神」などに雨乞のための奉幣が遣わされた旨が記されている。
延長5年（927年）成立の『延喜式』神名帳では摂津国東生郡に「難破坐生国咲国魂神社二座 並名神大 月次相嘗新嘗」として、2座が名神大社に列するとともに、朝廷の月次祭・相嘗祭・新嘗祭では幣帛に預かる旨が記載されている。また『延喜式』では臨時祭祈雨神祭条や四時祭相嘗祭神条に「難波大社（難破大社）二座」として、臨時祭名神祭条には「難波生国魂神社二座」として記載される。
保安元年（1120年）の「摂津国正税帳案」によると租稲は80束であった。
また平安時代には、隣接していた法案寺と次第に神仏習合していき、法案寺は生國魂神社の神宮寺となり、やがて両者は一体化して「生玉宮寺」と呼ばれて大いに栄えた。

#### 中世
中世頃の変遷は不詳。明応5年（1496年）には蓮如が大坂御坊（後の大坂本願寺）を築くが、『天文日記』等によれば、この大坂御坊は法案寺の所有地に生國魂神社に隣接して建てられたとされる。

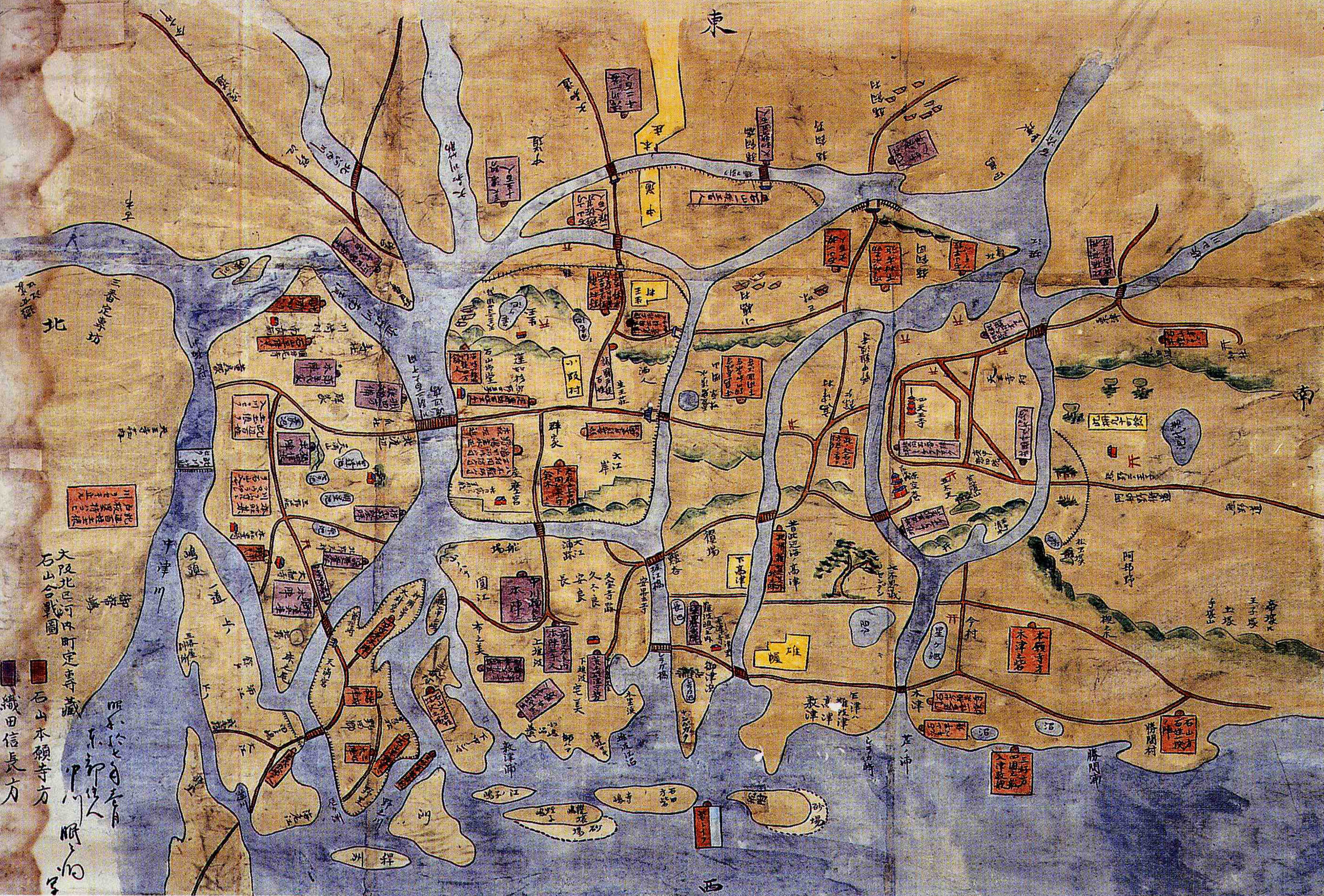
「石山合戦図」和歌山市立博物館蔵。中央左に大坂本願寺（石山本願寺）とともに生玉社が描かれる。

『天文日記』によれば、天文12年（1543年）には普請として生玉の畑地に「土井」が、天文13年（1544年）には「生玉屋敷」の堀が築かれた。また、天文15年（1546年）には本願寺により大規模な遷宮祭が実施され、本願寺から神官吉田方には太刀500振が贈られている。当社は本願寺の鎮守のような位置付けにあったが、織田信長と本願寺との間で石山合戦が起こると、天正8年（1580年）の兵火で社殿は焼失した。

#### 近世

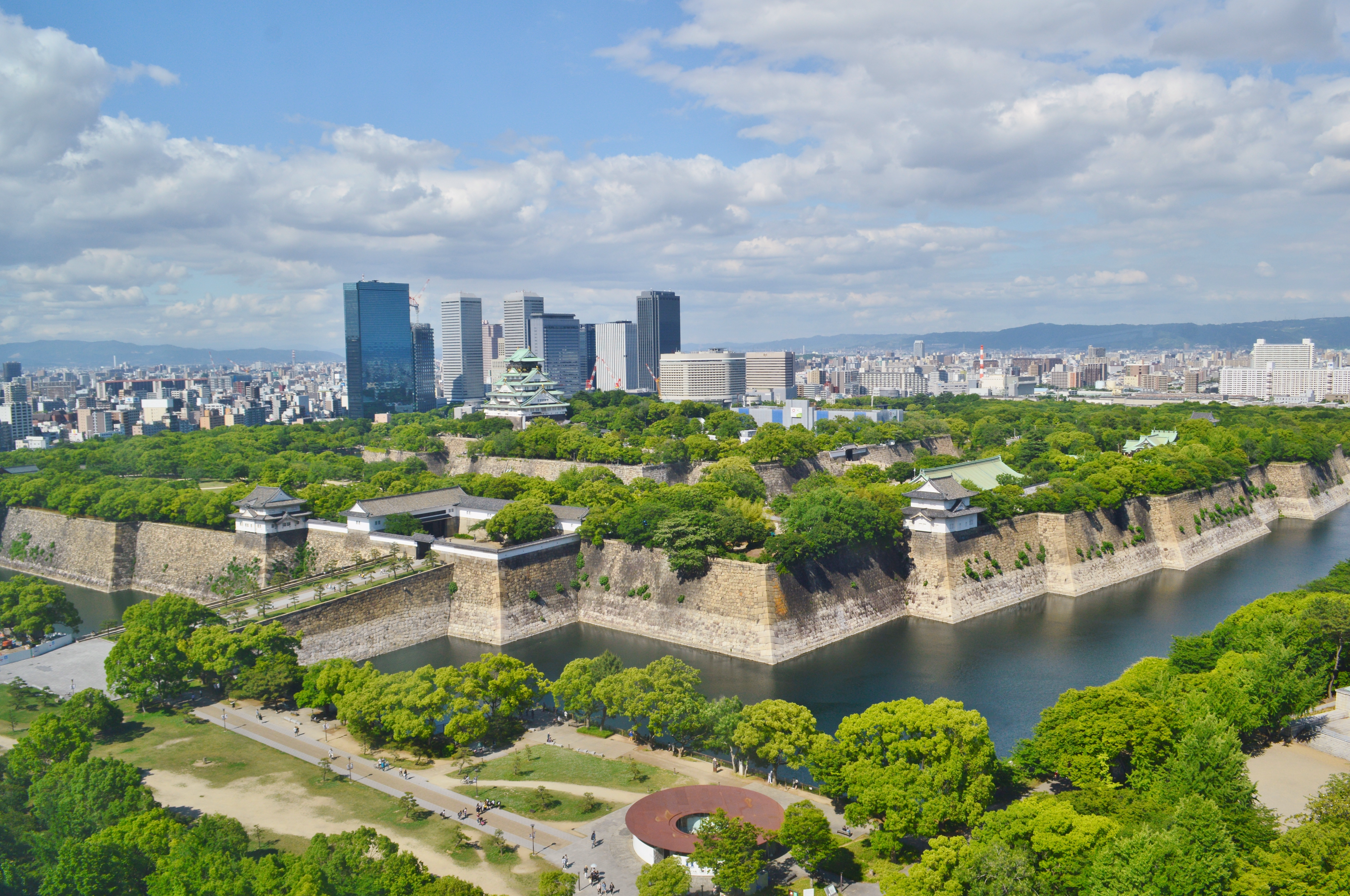
大坂城豊臣秀吉による築城以前、城地にはかつて生國魂神社が鎮座した。

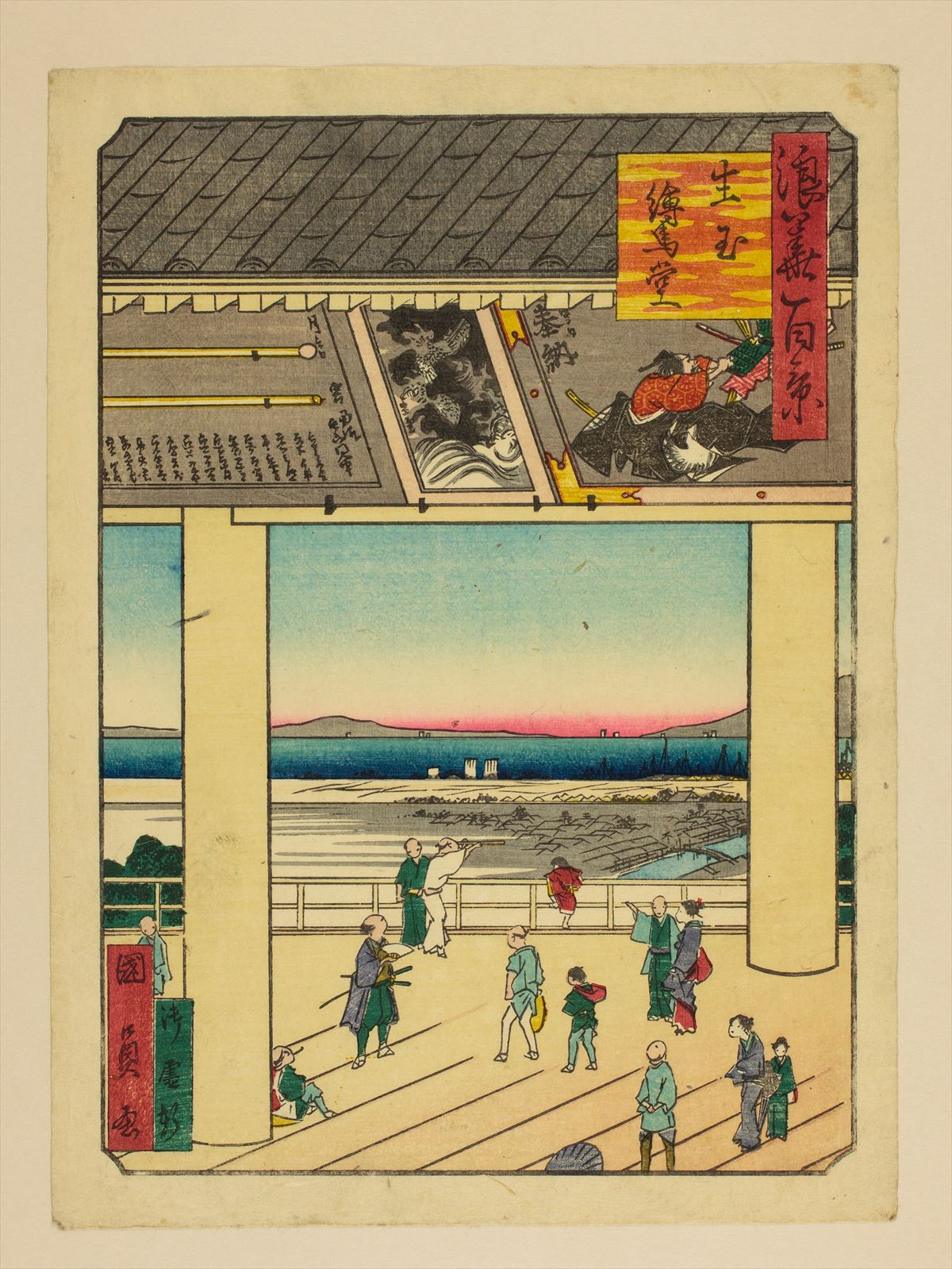
浪花百景に描かれた生玉絵馬堂

天正11年（1583年）、豊臣秀吉が石山で大坂城の築城を始めると、生國魂神社および神宮寺の法案寺は現社地に遷座された。実際の遷座年について社伝では天正13年（1585年）の遷座とするが、『義演准后日記』の記述によれば慶長3年（1598年）のことであったと推測される。また、秀吉からは社領として300石が寄進されたという。慶長11年10月（1606年11月）には、豊臣秀頼が片桐且元らに命じて社殿を造営させたが、『鹿苑日録』ではその華麗さが記述されている。
江戸時代には、豊臣秀頼により造営された社殿が慶長20年（1615年）の大坂夏の陣による兵火で焼失したが、江戸幕府により社殿は再興され、社領300石も安堵された。寛永期 - 正保期（1624年 - 1648年）の「摂津国高帳」によれば、その社領地は下難波村（現在の浪速区）にあった。また5代将軍徳川綱吉の生母である桂昌院は、黄金若干を当社に寄進したという。
『摂津名所図会』では、当時の境内の様子や走馬神事の様子などが描かれている。幕末の『浪花百景』にも絵馬堂、弁天池が選ばれている。
弘化2年（1845年）には、社殿の造替がなされた。

#### 近代以降
明治維新後、明治4年5月14日（1871年7月1日）には近代社格制度において官幣大社に列した。明治の神仏分離に際して、神宮寺の真言宗志宜山法案寺は生國魂神社から分離されている。この法案寺（または法安寺）は寺伝で聖徳太子の建立とする寺院であったが、10院（生玉十坊）あったという塔頭は神仏分離の際に分かれ、そのうち南坊が島之内において「法案寺」の寺名・法燈を継承したほか、医王院・遍照院は生玉寺町の青蓮寺に、観音院・新蔵院は上之宮町の正祐寺に、桜本坊は奈良県生駒市の円正寺に、覚園院は生玉前町の宗恵院になった。また曼荼羅院は生玉町の持明院と、地蔵院は生玉町の藤次寺と、持宝院は心斎橋筋の三津寺とそれぞれ併合されている。
1912年（明治45年）1月には「南の大火」により社殿を焼失し、1913年（大正2年）11月に再建された。しかし1945年（昭和20年）3月13日・14日の第1回大阪大空襲により再び焼失した。
1948年（昭和23年）に神社本庁の別表神社に加列され、翌1949年（昭和24年）7月に本殿が再建されるも、1950年（昭和25年）9月のジェーン台風で倒壊してしまった。その後、1956年（昭和31年）4月に鉄筋コンクリート造で再建された。境内には蓮池があったが、現在までに埋められて生玉公園となっており、社前から「馬場先」と称される表参道も続いていたが、それも谷町筋の拡張の際に分断されている。
前述のように旧鎮座地は大坂城の地であったとされ、かつては大坂城内に「生玉明神」の手水石・石燈籠・神木の松が残されていたというが、いずれも現存しない。なお、行宮（御旅所）は大阪市中央区本町橋にある（北緯34度40分56.40秒 東経135度30分40.50秒 / 北緯34.6823333度 東経135.5112500度）。

### 神階
- 天安3年正月27日（859年3月5日）、従五位下勲八等から従四位下勲八等 （『日本三代実録』）[原 6] - 表記は「難波生国魂神」。

## 境内

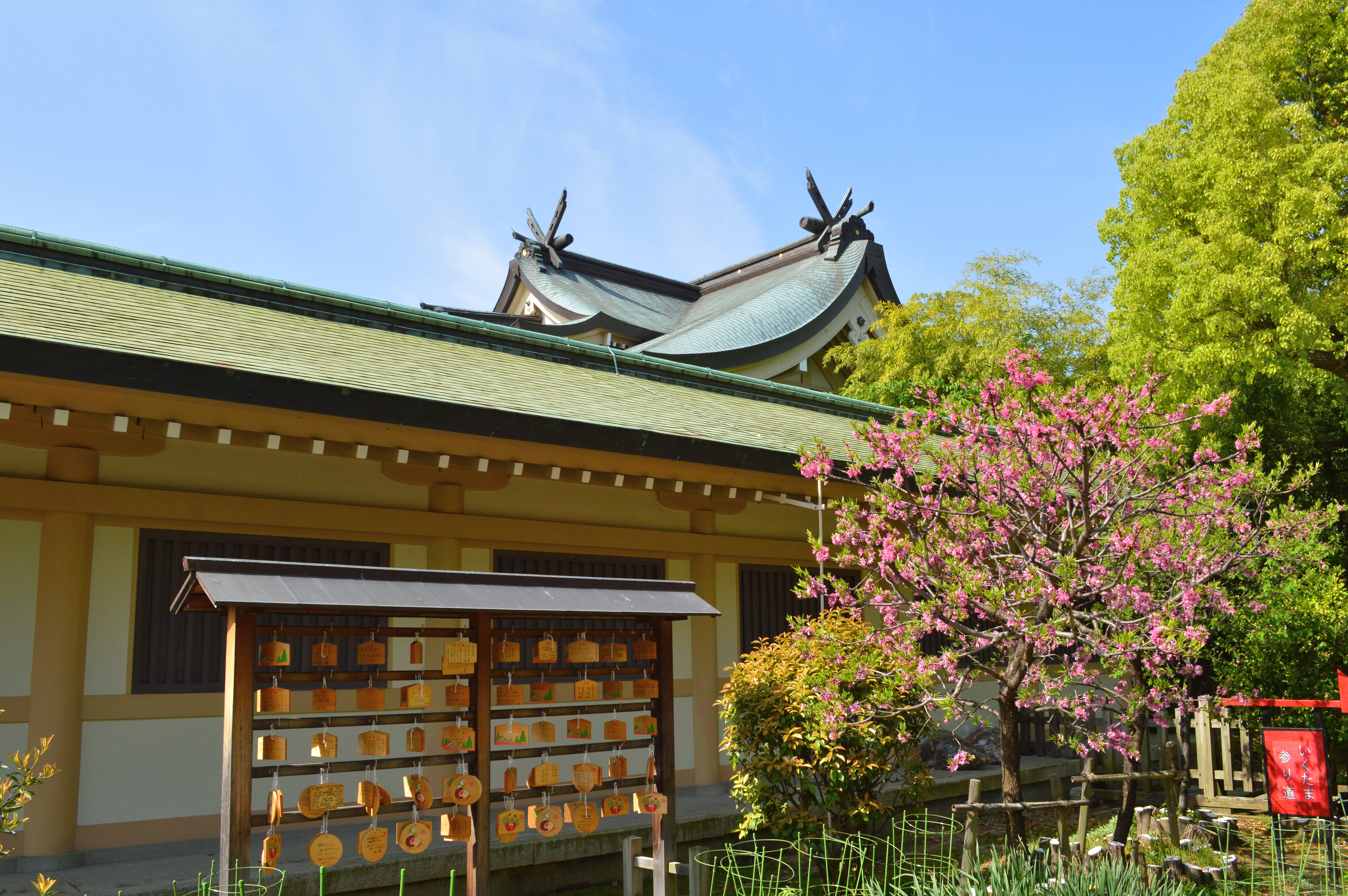
本殿の屋根「生國魂造」と称される独特の建築様式である。

- 本殿 - 1956年（昭和31年）4月再建。現在はコンクリート造ではあるが、五間四面の本殿と七間四面の幣殿は屋根が1つの流造で葺きおろされ、さらに正面屋根には千鳥破風・すがり唐破風・千鳥破風の三破風を据えるという伝統的な造りが再興されている。この独特な建築様式は「生國魂造（いくたまづくり、生国魂造/生玉造）」と称され、豪壮な桃山文化の遺構とされる。[2][1][9]
- 幣殿 - 1956年（昭和31年）再建。
- 拝殿 - 1956年（昭和31年）再建。
- 回廊 - 1956年（昭和31年）再建。
- 神饌所 - 1956年（昭和31年）再建。
- 儀式殿 - 1956年（昭和31年）再建。

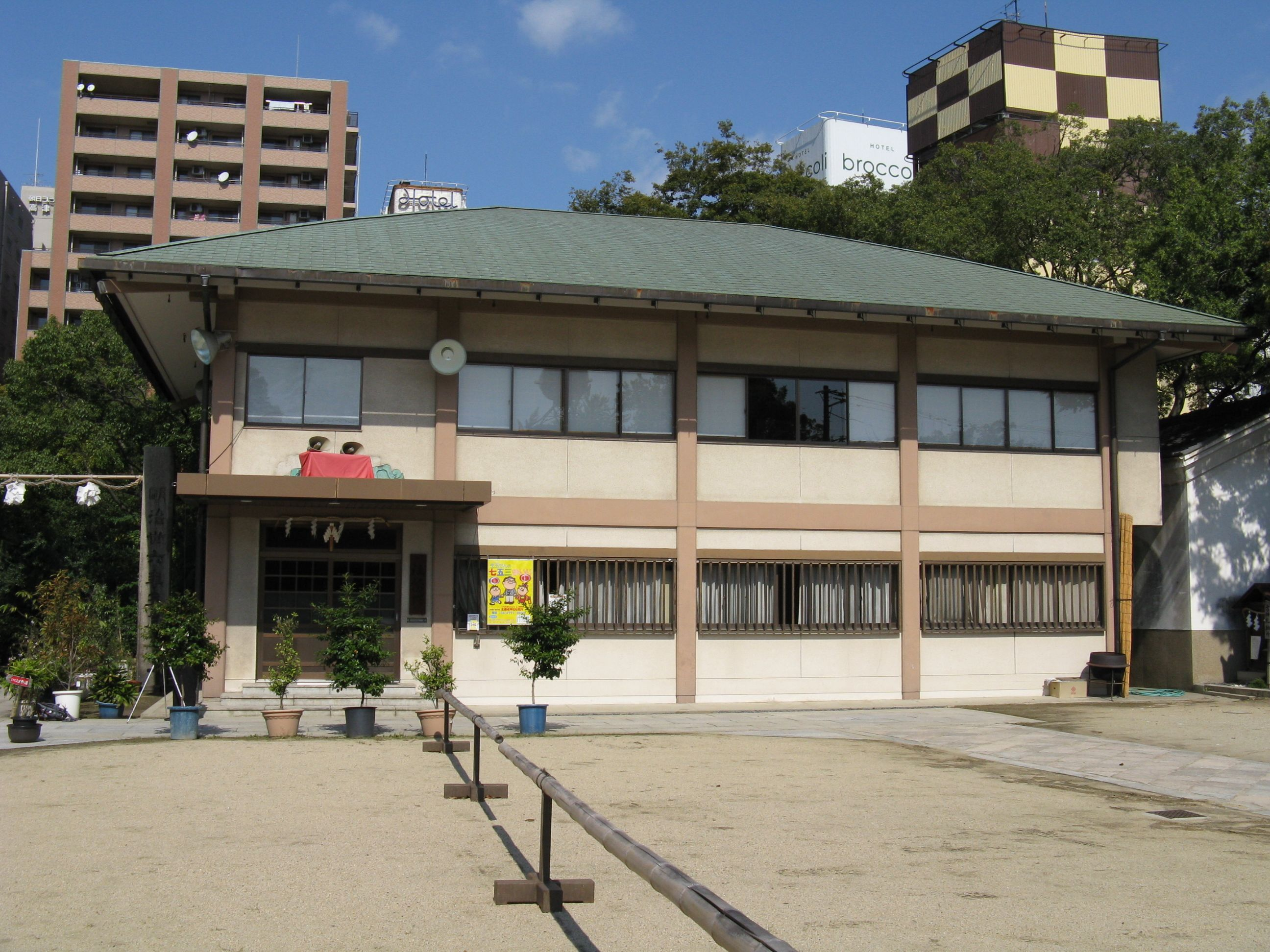
社務所
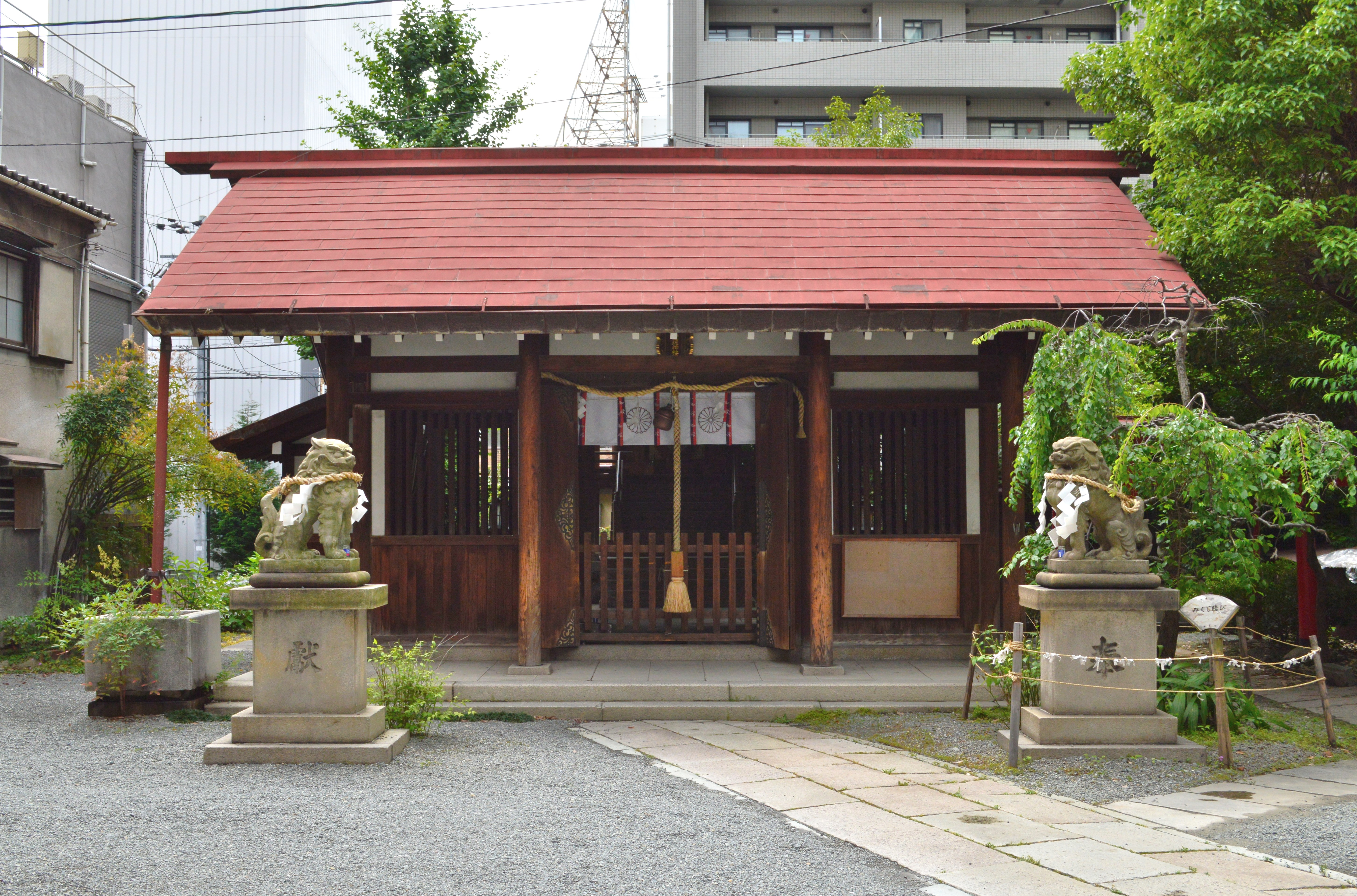
行宮（大阪市中央区本町橋）
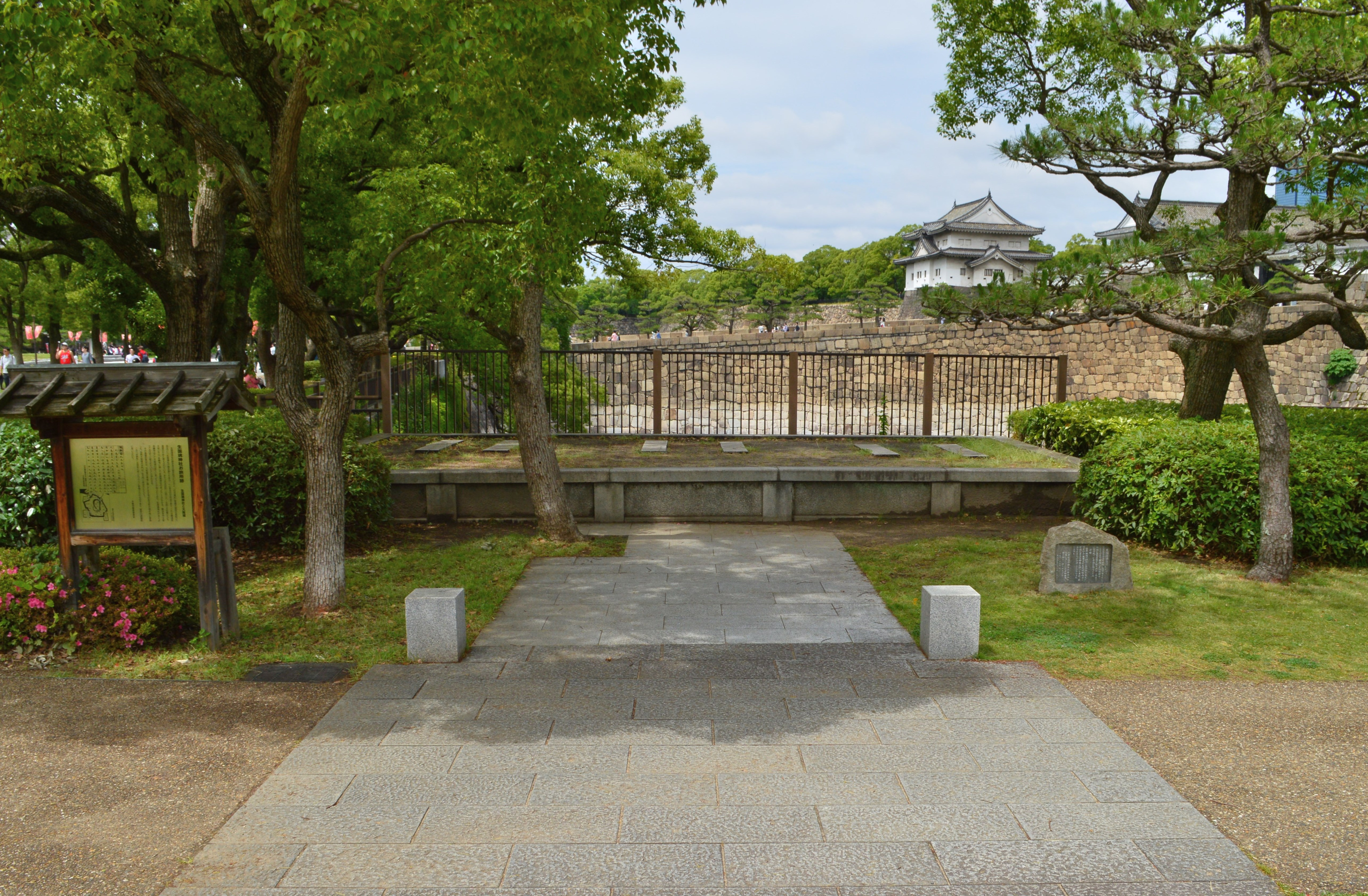
御旅所跡（大阪市中央区大阪城） 大坂城大手門付近に所在。1932年（昭和7年）に再興。

- 社務所
- 行宮（大阪市中央区本町橋）
- 御旅所跡（大阪市中央区大阪城）
大坂城大手門付近に所在。1932年（昭和7年）に再興。

## 摂末社

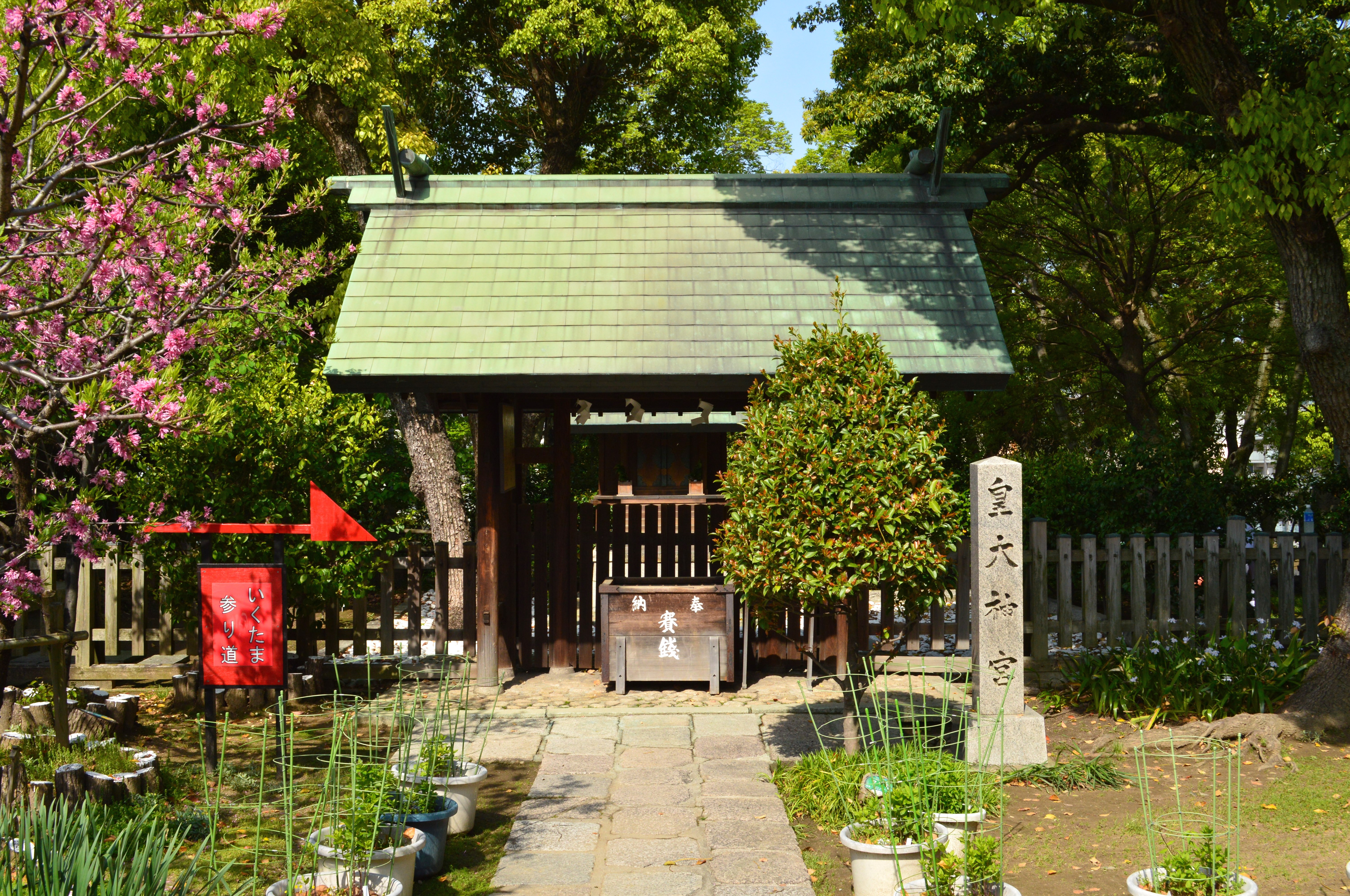
皇大神宮
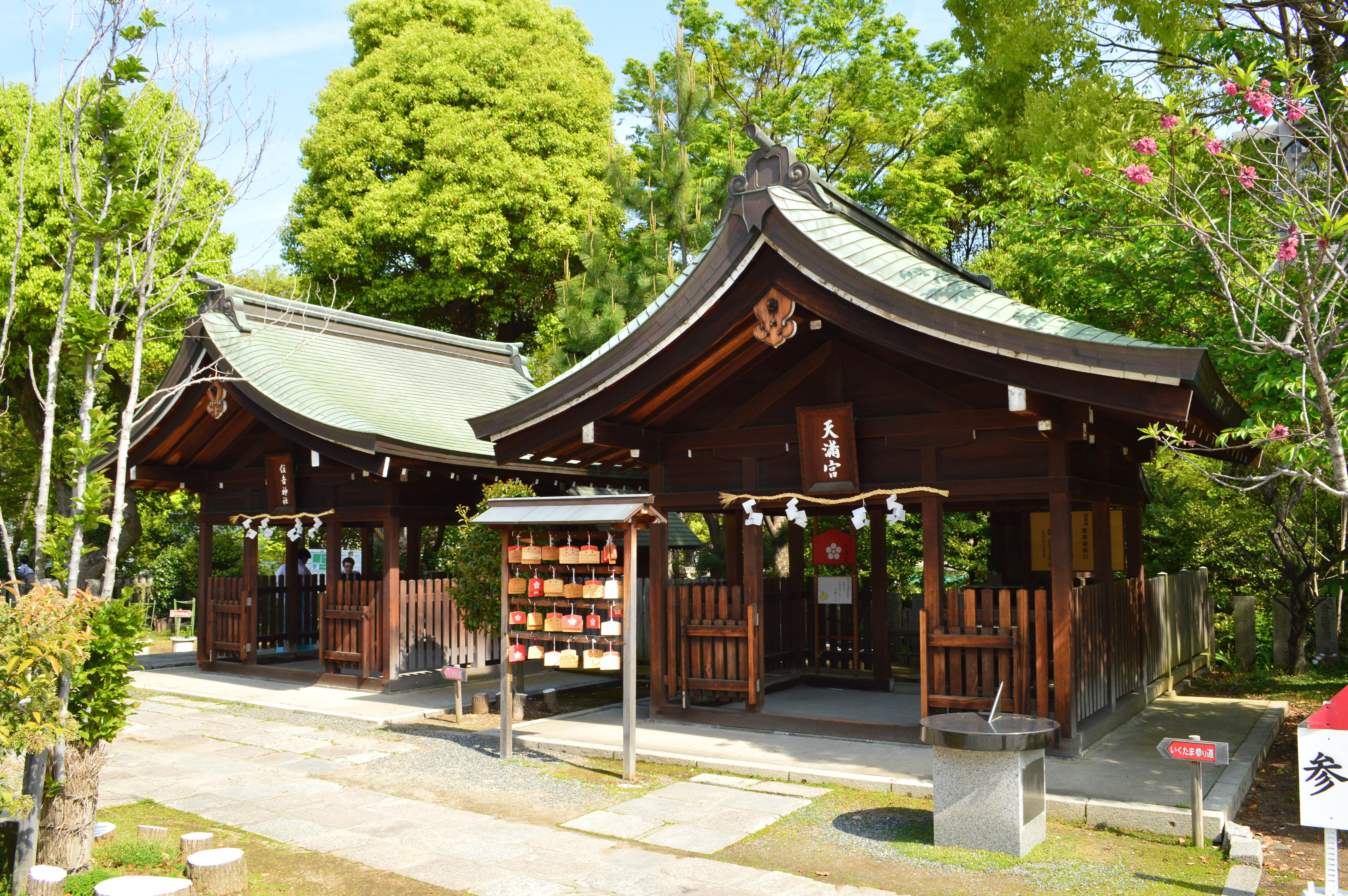
住吉神社（左）・天満宮（右）
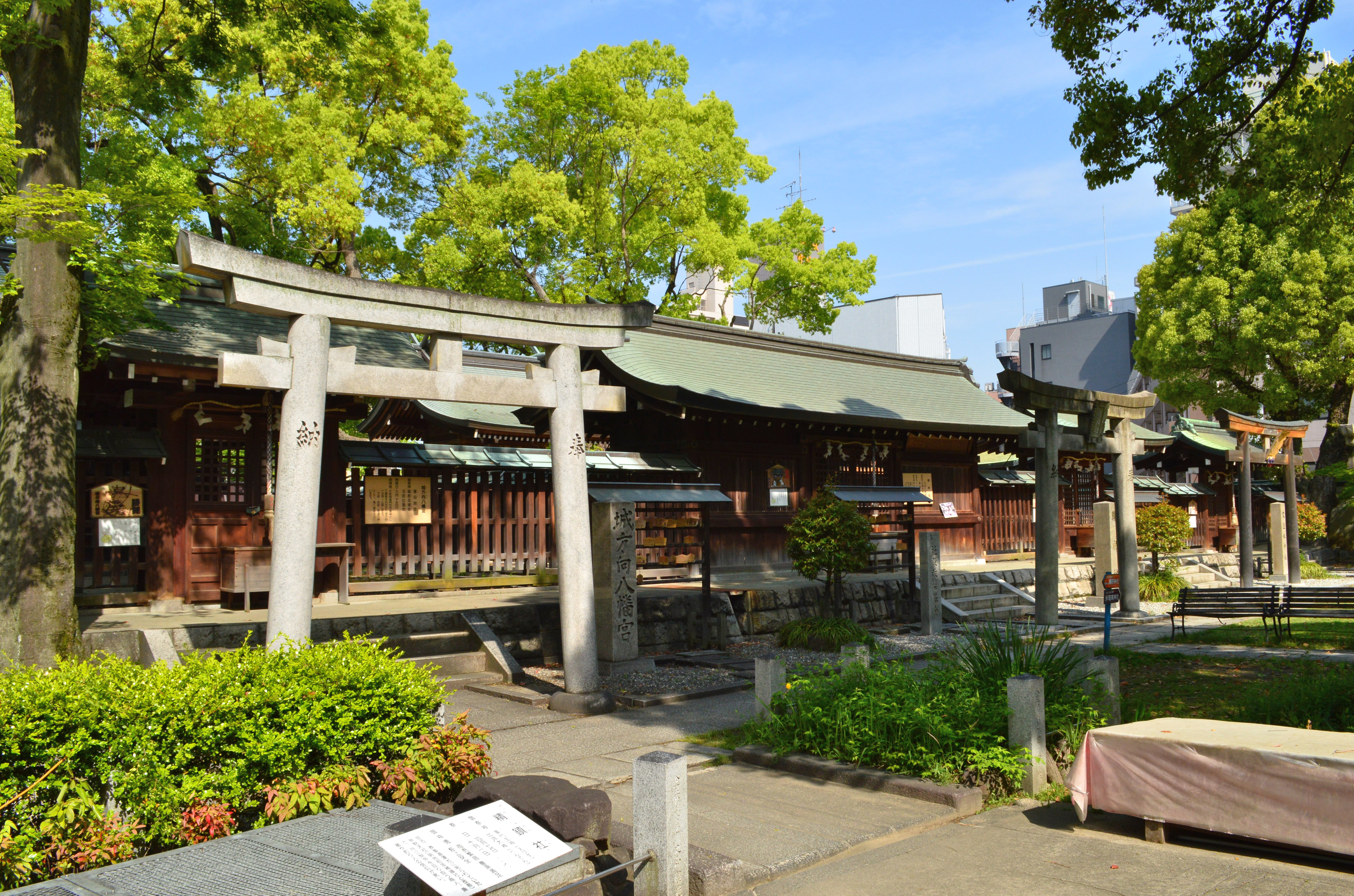
（左から）城方向八幡宮・鞴神社・家造祖神社・浄瑠璃神社
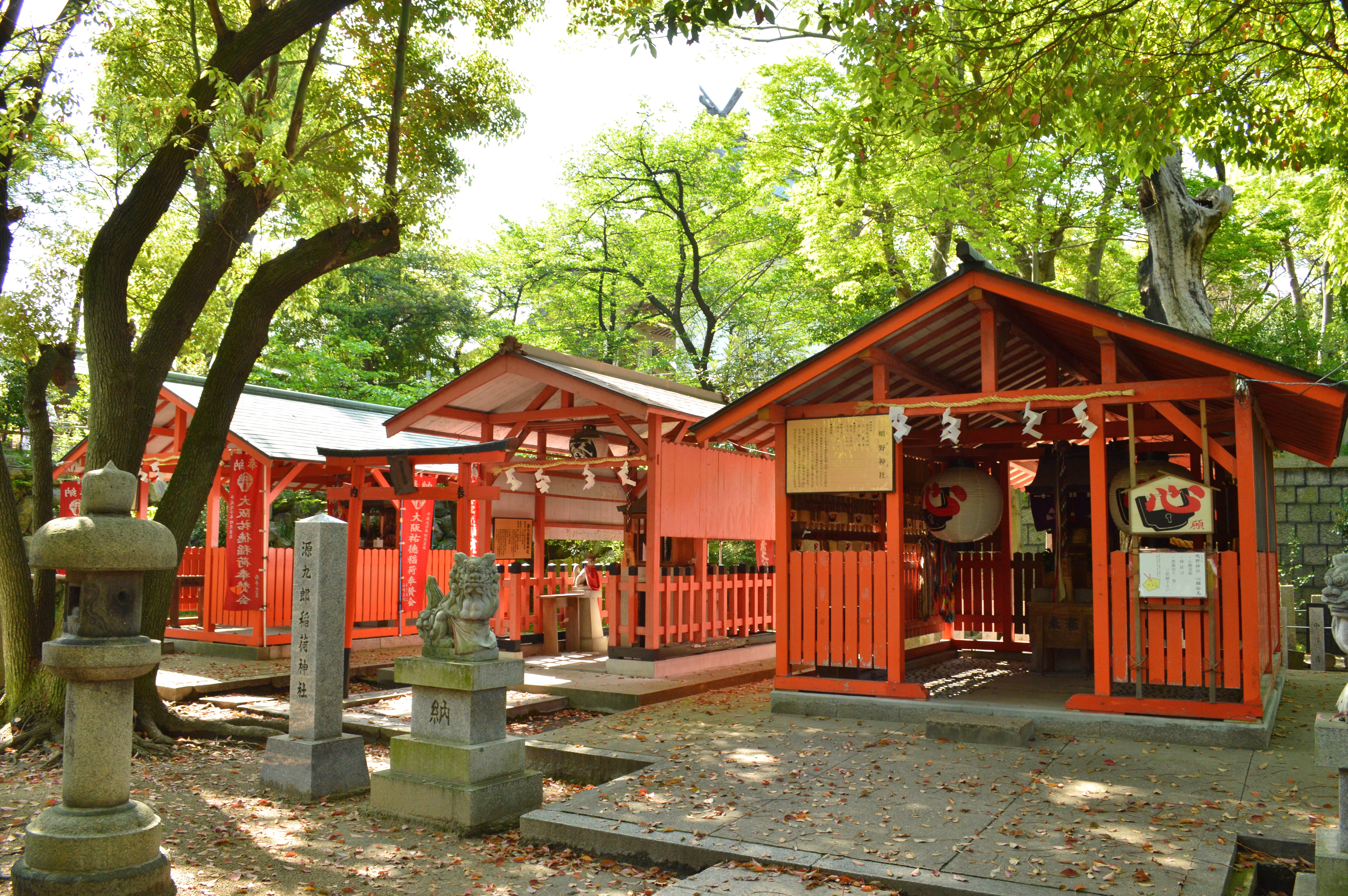
（右から）鴫野神社・源九郎稲荷神社・稲荷神社
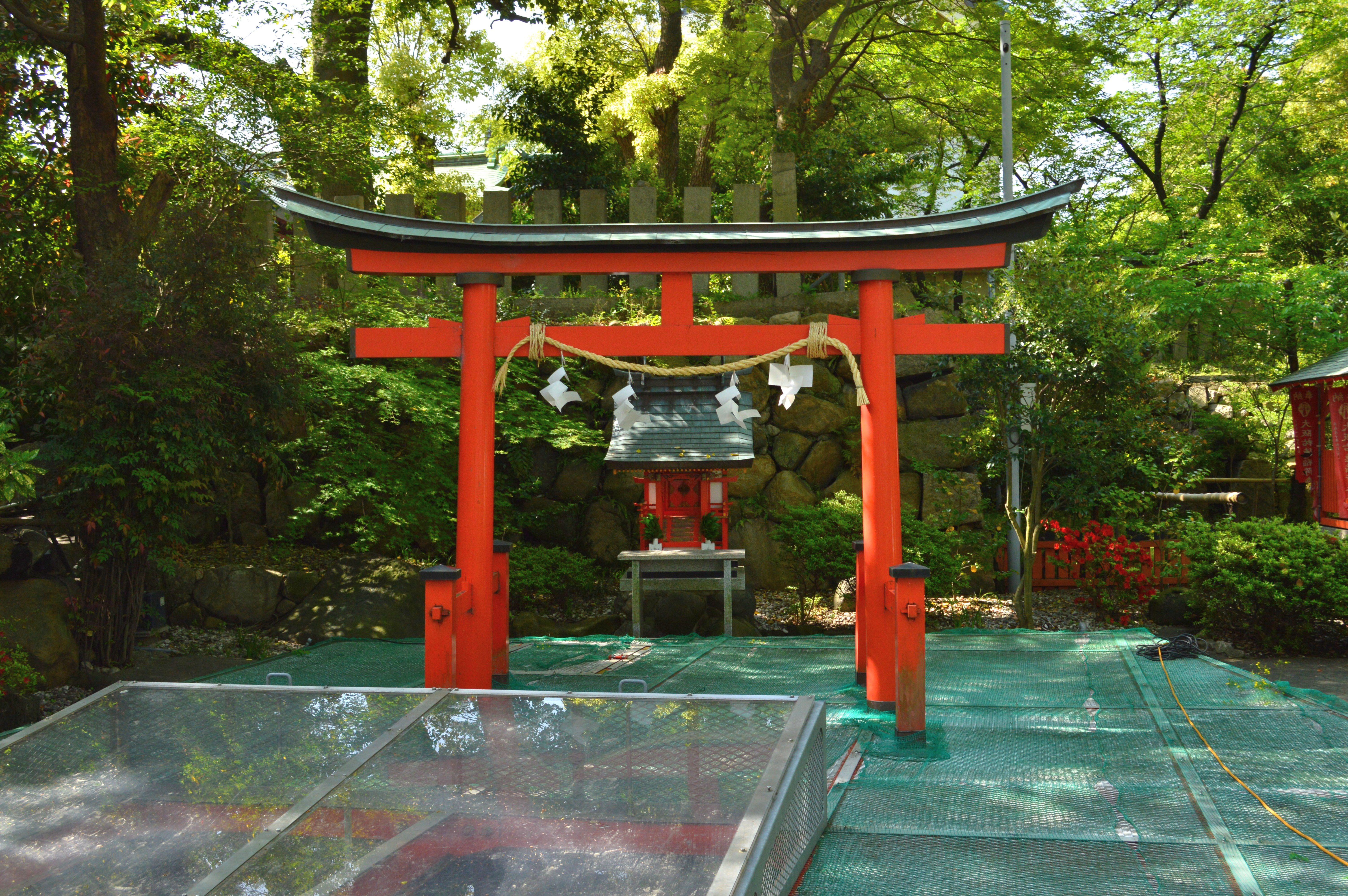
精鎮社
  - 祭神：天照皇大御神
  - 例祭：10月17日
- 住吉神社
  - 祭神：底筒男神・中筒男神・表筒男神
  - 例祭：7月31日
- 天満宮
  - 祭神：菅原道真公
  - 例祭：3月25日
- 城方向八幡宮（きたむきはちまんぐう）
  - 祭神：誉田別命、気長足媛命、玉依比売命
  - 例祭：9月15日

社名の「きたむき」は「北向き」で、北方に位置する大坂城の守護神として鎮祭されたことによる。かつては鳥居前の蓮池付近に鎮座した[2]。
- 鞴神社（ふいごじんじゃ）
  - 祭神：天目一箇神、石凝杼売命、香具土神
  - 例祭：11月8日
- 家造祖神社（やづくりみおやじんじゃ）
  - 祭神：手置帆負神、彦狭知神
  - 例祭：4月11日
- 浄瑠璃神社
  - 祭神：近松門左衛門ら文楽（浄瑠璃）関係者
  - 例祭：春分の日、秋分の日
- 鴫野神社（しぎのじんじゃ）
  - 祭神：市寸島比売神、大宮売神、淀姫神
  - 例祭：4月巳の日、10月巳の日

かつては弁天島（現在の大阪ビジネスパークの位置）に祀られ、淀殿が崇敬したと伝える。弁天島の用地買収の際に生國魂神社境内に遷座された[2]。
- 源九郎稲荷神社
  - 祭神：源九郎稲荷大明神、八兵衛大明神
  - 例祭：3月初午日
- 稲荷神社
  - 祭神：倉稲御魂神
  - 例祭：3月初午日、9月21日

祐徳稲荷神社（佐賀県鹿島市）からの分祀。
- 精鎮社（せいちんしゃ）
  - 祭神：事代主神、比咩大神
  - 例祭：4月7日、10月1日

元は表参道の蓮池に祀られる「弁財天社」であったが、明治初めに改称し、戦後の蓮池埋め立てに伴い現在地に遷座した。

- 皇大神宮
- 住吉神社（左）・天満宮（右）
- （左から）城方向八幡宮・鞴神社・家造祖神社・浄瑠璃神社
- （右から）鴫野神社・源九郎稲荷神社・稲荷神社
- 精鎮社

## 祭事

### 主な祭事
若菜卯杖祭
1月7日。若菜祭・卯杖祭が合わさった祭りとされる。除災招福のための神事を行う際、神饌に若菜を供え、神饌案両側には若松の枝を挿した大根を立てるという特徴がある。また、神前には卯杖に代えて梅の小枝が供えられる。
走馬神事
「そうめしんじ」。5月5日。境内社の城方向八幡宮の神事。かつては鳥居前の「馬場先」と称された表参道で流鏑馬が行われ、その様子は『摂津名所図会』や『難波鑑』にも描かれていたが、現在は流鏑馬は行われず、神事と各種行事が行われる。
生國魂祭
7月11日（宵宮）・12日（本宮）。大阪三大夏祭りの一つとされる。戦前は旧鎮座地の大坂城まで神輿渡御が行われ、その行列の様子は「陸渡御」と称されて大阪天満宮の「船渡御」に対比される盛大なものであった。太平洋戦争中の大阪大空襲で祭具や史料が失われたため長らく途絶していたが、1990年（平成2年）に略式の神輿が作製され車両による渡御が実施されるようになった。2014年（平成26年）に市民の寄付で御鳳輦（ごほうれん）が作製され渡御列の行事が完全に復活した。2020年〜2022年は新型コロナウイルスによる感染拡大防止などのため渡御行事等が中止され、祭儀等のみ執り行われた。
大阪薪能
「おおさかたきぎのう」。8月11日・12日。大坂城築城以前の天文15年（1546年）に能が盛大に奉納されたという故実に倣い、かがり火を焚く中で能が演じられる。
秋祭
10月15日。戦前は「初穂祭」と称され、氏子から選ばれた陪膳女12人が神前に初穂を供える神事であったが、現在は崇敬者からの初穂を神饌とともに供える神事である。

## 登場作品
- 井原西鶴「生玉万句」 - 生國魂神社の南坊で興行された万句俳諧を後日出版したもの。
- 近松門左衛門「生玉心中」 - 生國魂神社境内が舞台。
- 近松門左衛門「曽根崎心中」 - 冒頭の生玉社の段は生國魂神社が舞台。
- 脇田晴子作詞、大槻文蔵作曲「生國魂（いくたま）」 - 生國魂神社を舞台に八十島祭が再現される薪能。
- 有栖川有栖「真言坂」 - 天王寺七坂を舞台とする短編集『幻坂』の作品のひとつ。生國魂神社境内が主な舞台。

## 前後の札所
神仏霊場巡拝の道
47 法楽寺 - 48 生國魂神社 - 49 坐摩神社

## 現地情報
所在地
- 大阪府大阪市天王寺区生玉町13-9

交通アクセス
- 鉄道
  - 大阪市高速電気軌道 (Osaka Metro) 谷町線・千日前線 谷町九丁目駅（徒歩約4分）
  - Osaka Metro堺筋線・千日前線 日本橋駅、近畿日本鉄道（近鉄）近鉄日本橋駅（徒歩約7分）
  - 近畿日本鉄道（近鉄）大阪上本町駅（徒歩約10分）

周辺
- 高津宮
- 法案寺（北緯34度40分10.15秒 東経135度30分27.48秒 / 北緯34.6694861度 東経135.5076333度） - 元は生國魂神社神宮寺の法案寺南坊。

## 関連図書
- 野田菅麿『官幣大社生国魂神社誌』1919年。
  - 『官幣大社生国魂神社誌』（国立国会図書館デジタルコレクション）参照。
- 『古事類苑』神宮司庁編、生國魂神社項。
  - 『古事類苑 第9冊』（国立国会図書館デジタルコレクション）163-164コマ参照。
- 安津素彦・梅田義彦編集兼監修者『神道辞典』神社新報社、1968年、6頁
- 白井永二・土岐昌訓編集『神社辞典』東京堂出版、1979年、23頁
- 上山春平他『日本「神社」総覧』新人物往来社、1992年、192-193頁
- 『神道の本』学研、1992年、222頁